# Sale Creek
Sale Creek es un lugar designado por el censo ubicado en el condado de Hamilton en el estado estadounidense de Tennessee. En el Censo de 2010 tenía una población de 2.845 habitantes y una densidad poblacional de 33,61 personas por km².

## Geografía
Sale Creek se encuentra ubicado en las coordenadas 35°23′18″N 85°5′13″O / 35.38833, -85.08694. Según la Oficina del Censo de los Estados Unidos, Sale Creek tiene una superficie total de 84.65 km², de la cual 78.23 km² corresponden a tierra firme y (7.58%) 6.42 km² es agua.

## Demografía
Según el censo de 2010, había 2.845 personas residiendo en Sale Creek. La densidad de población era de 33,61 hab./km². De los 2.845 habitantes, Sale Creek estaba compuesto por el 97.08% blancos, el 0.63% eran afroamericanos, el 0.32% eran amerindios, el 0.32% eran asiáticos, el 0% eran isleños del Pacífico, el 0.49% eran de otras razas y el 1.16% pertenecían a dos o más razas. Del total de la población el 0.98% eran hispanos o latinos de cualquier raza.